# 色部氏
色部氏（いろべし）は、桓武平氏、秩父氏の流れを汲む日本の氏族。江戸時代における家格は侍組分領家。

## 概要
越後国岩船郡平林城（新潟県村上市）に本拠を置き、本庄氏と共に越後秩父氏を形成した。
元々は越後小泉庄色部条（現在の村上市牧目の一部）の地頭だったが、南北朝時代に北朝方として南朝方で平林城の平林氏を攻め滅ぼし、そのままそこを居城とした。その後も色部高長が加地氏と共に南朝方の小国氏、池氏、河内氏、風間氏、於木氏、千屋氏、高梨氏らと戦っている。
戦国時代には上杉氏を補佐し、色部勝長は上杉謙信から血染めの感状を貰っている。
上杉景勝の会津転封、のち米沢転封に従い江戸時代には米沢藩家老を務めたが、戊辰戦争の際、敗戦の責を負わされ断絶。のちに再興を許された。

## 一族
- 色部高長
- 色部昌長
- 色部憲長
- 色部勝長
- 色部顕長
- 色部長実（長真）
- 色部光長
- 色部清長
- 色部安長（又四郎）
- 色部久長（道長、長門）

## 系図
江戸時代については米沢藩#分領家（14戸）を参照。

### 系図
```
┃

秩父季長

┣━━━━┓

色部為長
　
小泉行長

┃　　　　┃

公長
　　　
本庄定長

┣━━━┳━━━━┳━━━━┓

忠長
　
清長
　
宿田長茂
　
牛屋氏長

┃

長信

┃

長綱

┃

長倫

┃

長忠

┃

朝長

┃

氏長

┃

重長

┃

昌長

┃

憲長

┃

勝長

┣━━━┓

顕長
　　
長実

　　　　┃　　　
　　　　
光長

　　　　┃　　　
　　　　
清長

　　　　┃　　　
　　　　
安長
（色部又四郎、
赤穂事件
）
　　　　┃
　　　（数代略）
　　　　┃　　　
　　　　
久長
（色部長門、
戊辰戦争
）
```